# Artem Milevskiy
Artem Volodymyrovych Milevskiy (en ucraniano Артем Мілевський) (Minsk, Unión Soviética, 12 de enero de 1985) es un exfutbolista bielorruso naturalizado ucraniano que jugaba como delantero y su último equipo fue el F. C. Mynai de la Liga Premier de Ucrania.

## Biografía
A pesar de haber nacido en Bielorrusia, Milevskiy vivió desde su infancia en Ucrania donde comenzó a jugar al fútbol en las categorías menores del FC Obolon Kiev y el FC Borysfen Boryspil antes de ser adquirido por el Dinamo de Kiev, el equipo de mayor tradición en su país. Con el Dinamo debutó profesionalmente en 2002 y participó en los títulos de Liga de 2003 y 2004 así como en la Copa de Ucrania de 2003, 2005 y 2006 y la Supercopa de Ucrania de 2004.

## Selección nacional
Milevskiy jugó en un principio con la selección de fútbol de Bielorrusia el Campeonato Europeo Sub-16 de 2000. Sin embargo, poco después decidió integrar el seleccionado de Ucrania con el cual fue subcampeón con la categoría juvenil del Campeonato Europeo Sub-21. En ese mismo torneo se consagró como goleador compartiendo la distinción con el neerlandés Klaas Jan Huntelaar.
Ese mismo año, fue elegido para integrar el plantel ucraniano en la Copa Mundial de Fútbol de 2006 debutando en el Mundial en la goleada por 4:0 ante Arabia Saudita cuando ingresó desde el banco para reemplazar al emblema de su selección, Andriy Shevchenko. El delantero no jugó mucho en la competición pero se destacó por la frialdad con la que ejecutó su penal al estilo Panenka en la definición ante Suiza pidiendo silencio a los aficionados suizos mediante gestos una vez convertido el tiro. Milevskiy ya había definido así un penal en el Campeonato Europeo Sub-21 ante los Países Bajos.

### Participaciones en Copas del Mundo
| Mundial                        | Sede     | Resultado        |
| ------------------------------ | -------- | ---------------- |
| Copa Mundial de Fútbol de 2006 | Alemania | Cuartos de final |

## Clubes
| Club                    | País        | Año       |
| ----------------------- | ----------- | --------- |
| F. C. Dinamo de Kiev    | Ucrania     | 2002-2013 |
| Gaziantepspor           | Turquía     | 2013-2014 |
| H. N. K. Hajduk Split   | Croacia     | 2014-2015 |
| R. N. K. Split          | Croacia     | 2015      |
| C. S. Concordia Chiajna | Rumania     | 2016      |
| F. C. Tosno             | Rusia       | 2016-2017 |
| F. C. Dinamo Brest      | Bielorrusia | 2017-2018 |
| Kisvárda F. C.          | Hungría     | 2018      |
| F. C. Dinamo Brest      | Bielorrusia | 2019-2020 |
| F. C. Mynai             | Ucrania     | 2021      |

## Palmarés

### Campeonatos nacionales
| Título                  | Club           | País    | Año  |
| ----------------------- | -------------- | ------- | ---- |
| Liga Premier de Ucrania | Dinamo de Kiev | Ucrania | 2003 |
| Copa de Ucrania         | Dinamo de Kiev | Ucrania | 2003 |
| Supercopa de Ucrania    | Dinamo de Kiev | Ucrania | 2004 |
| Liga premier de Ucrania | Dinamo de Kiev | Ucrania | 2004 |
| Copa de Ucrania         | Dinamo de Kiev | Ucrania | 2005 |
| Copa de Ucrania         | Dinamo de Kiev | Ucrania | 2006 |

### Distinciones individuales
| Distinción                             | Año  |
| -------------------------------------- | ---- |
| Goleador del Campeonato Europeo Sub-21 | 2006 |